# New York Film Academy

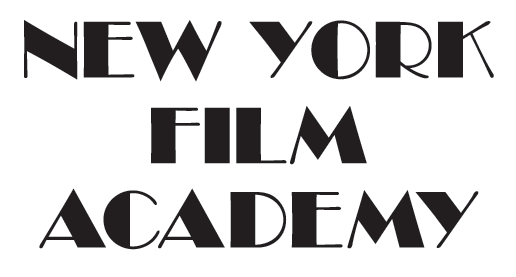
Logo der New York Film Academy

Die New York Film Academy (NYFA) ist eine private US-amerikanische Hochschule mit Sitz in Burbank bei Los Angeles in Kalifornien und Standorten in New York und South Beach (Florida). Im Herbst 2020 waren 1.271 Studierende eingeschrieben.
An der Akademie wird das Filmhandwerk mit praktischem Schwerpunkt unterrichtet. Erworben werden können die Grade Bachelor of Fine Arts, Bachelor of Arts, Master of Fine Arts und in Los Angeles der Master of Arts. Daneben werden auch kürzere Programme und Workshops angeboten.
Die Hochschule ist regional bei der WASC Senior College and University Commission und der National Association of Schools of Art and Design akkreditiert.
Gegründet wurde die New York Film Academy 1992 von dem Filmproduzenten Jerry Sherlock.